# Marc Publici Mal·leol
Marc Publici Mal·leol (en llatí Marcus Publicius L. F. L. N. Malleolus) va ser un magistrat romà del segle iii aC. Formava part de la gens Publícia, una gens romana d'origen plebeu.
Va ser edil plebeu o curul en una data propera al 240 aC, i en el seu any va construir el temple de Flora junt amb el seu col·lega i germà gran Luci Publici Mal·leol, i va instaurar els Ludi Florales, que Vel·leu Patèrcul situa per primer cop l'any 240 aC, i va construir la Publicius Clivus un camí que portava a l'Aventí. Tot això es va finançar amb els diners de les multes dels que havien violat les lleis agràries. Pescenni Fest diu que eren edils curuls, mentre Marc Terenci Varró i Ovidi els esmenten com a edils plebeus.
Publici Mal·leol va ser elegit cònsol l'any 232 aC junt amb Marc Emili Lèpid i en aquest any va ser enviat a Sardinia contra els sards.